# Alceo (nome)
Alceo  è un nome proprio di persona italiano maschile.

## Varianti
- Maschili: Arceo[2], Algeo[2]
- Femminili: Alcea[2][3]

### Varianti in altre lingue
- Catalano: Alceu[4]
- Francese: Alcée
- Greco antico: Ἀλκαῖος (Alkaîos)[1][2][5]
- Latino: Alcaeus[5], Alceus[1]
- Portoghese: Alceu
- Spagnolo: Alceo[4]

## Origine e diffusione

Saffo e Alceo, di Lawrence Alma-Tadema

È una ripresa rinascimentale e moderna del nome greco antico Ἀλκαῖος (Alkaîos), latinizzato in Alcaeus o Alceus: esso deriva da αλκη (alke), che vuol dire "forza", "coraggio" e anche "protezione", "difesa" (termine presente anche nei nomi Alceste, Alcide, Alcinoo e Alcibiade), e il significato può essere quindi interpretato come "forte", "robusto", "coraggioso".
Il nome è presente nella mitologia greca dove Alceo è sia un altro nome di Eracle, sia il nome di altri personaggi a lui connessi (il suo nonno putativo e un suo compagno); così si chiamò anche il poeta greco Alceo, la cui fama può aver contribuito alla diffusione del nome. In italiano moderno è assai raro; negli anni 1970 se ne contavano meno di tremila occorrenze, varianti incluse, attestate soprattutto al Nord e al Centro.

## Onomastico
Il nome è adespota, ossia privo di santo patrono; l'onomastico può essere festeggiato eventualmente il 1º novembre, festa di Ognissanti.

## Persone
- Alceo, poeta greco antico
- Alceo, drammaturgo greco antico
- Alceo, filosofo greco antico

Alceo Folicaldi

- Alceo di Messene, poeta greco antico
- Alceo Cattalochino, generale italiano
- Alceo Dossena, scultore e falsario italiano
- Alceo Ercolani, politico e militare italiano
- Alceo Folicaldi, poeta italiano
- Alceo Galliera, organista e direttore d'orchestra italiano
- Alceo Lipizer, calciatore italiano
- Alceo Massarucci, politico italiano
- Alceo Moretti, pubblicitario, giornalista, politico e allenatore italiano
- Alceo Negri, politico italiano
- Alceo Pastore, imprenditore italiano
- Alceo Riosa, storico italiano
- Alceo Speranza, avvocato, politico, giornalista e dirigente sportivo italiano
- Alceo Toni, compositore e musicologo italiano
- Alceo Valcini, giornalista italiano

### Variante Alceu
- Alceu Amoroso Lima, critico letterario, scrittore e giornalista brasiliano.
- Alceu Valença, cantante, compositore e attore brasiliano